# Irmãos Taviani

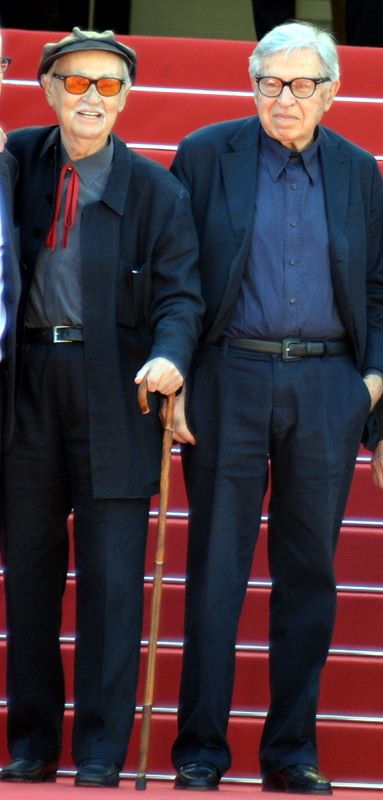
Irmãos Taviani, em Cannes, 2015

Vittorio Taviani (San Miniato, 20 de setembro de 1929 - 15 de abril de 2018) e Paolo Taviani (San Miniato, 8 de novembro de 1931 -) são cineastas italianos.
Autores de filmes fortemente politizados, influenciados sobretudo por Roberto Rossellini, trabalham como roteiristas, diretores e produtores de todas as suas obras.
Vittorio estudou direito na Universidade de Pisa. Paolo juntou-se a ele dois anos mais tarde, para estudar Belas Artes. Ambos se voltaram para o cinema após o impacto provocado por Paisà, filme de Rossellini, que assistiram em 1946. 

## Filmografia
- San Miniato, luglio '44 (1954)
- L'Italia non è un paese povero (1960)
- Un uomo da bruciare  (1962)
- I fuorilegge del matrimonio (1963)
- I sovversivi (1967)
- Sotto il segno dello scorpione (1969)
- San Michele aveva un gallo  (1972)
- Allonsanfan (1973)
- Padre padrone (1977)
- El prado  (1979)
- La notte di San Lorenzo  (1982)
- Kaos (1984) (1984)
- Good Morning, Babilonia (1987)
- Il sole anche di notte (1990)
- Fiorile (1993)
- Las afinidades electivas (1996)
- Tu ridi (1998)
- Un altro mondo è possibile (2001)
- Resurrezione (2001), para TV
- Luisa Sanfelice (2004), para TV
- La masseria delle allodole  (2007)
- Cesare deve morire (2012)